# Jenő Buzánszky
Jenő Buzánszky (Dombóvár, Hungría, 4 de mayo de 1925-Esztergom, Hungría, 11 de enero de 2015) fue un futbolista y entrenador húngaro. Jugó durante toda su carrera futbolística, como lateral derecho en el Dorogi Bányász y con la selección de Hungría. Desde el 4 de mayo de 2010 el estadio del Dorogi FC lleva su nombre.

## Trayectoria

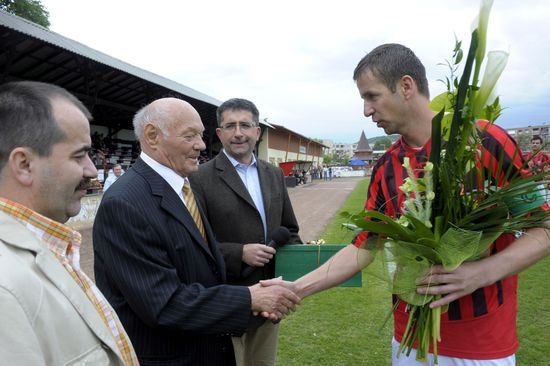
Día en que el Diogori FC puso su nombre al Estadio

Durante la década de 1950 fue miembro del legendario equipo nacional húngaro conocido como los "Magiares poderosos". Integró el plantel subcampeón del mundo en 1954 junto a Ferenc Puskás, Zoltán Czibor, Sándor Kocsis, József Bozsik y Nándor Hidegkuti, entre otros, participando en todos los partidos de dicho evento. Es el último miembro de dicho plantel en haber fallecido y el único que no jugaba en el Honvéd o MTK Hungária FC, dos de los grandes clubes de Budapest.
Buzánszky hizo su debut con Hungría el 12 de noviembre de 1950 en un empate 1-1 contra Bulgaria. Jugó 48 partidos para Hungría logrando el Oro Olímpico en 1952 y la Copa Internacional de Europa Central en 1953. También participó del equipo húngaro que derrotó a Inglaterra dos veces.
Después de jugar 274 partidos de liga se retiró como jugador y se convirtió en entrenador. En 1996 fue elegido vicepresidente de la Federación Húngara de Fútbol. 
Falleció tras una larga enfermedad el 11 de enero de 2015, a los 89 años. Fue el último miembro superviviente de los Magyars
Buzánszky fue internado en el hospital de Esztergom el 12 de diciembre de 2014, donde fue operado y vigilado en la UCI, aunque se desconocen las causas por las cuales fue atendido.
Falleció tras una larga enfermedad el 11 de enero de 2015, a los 89 años, en el mismo centro hospitalario mientras se recuperaba de la operación.

## Palmarés
Hungría
- Juegos Olímpicos
  - 1952
- Campeón de de Europa Central
  - 1953
- Copa Mundial de Fútbol
  - Subcampeón: 1954